# طب القلب الرياضي
طب القلب الرياضي هو أحد التخصصات الفرعية الناشئة في مجال طب القلب. يمكن اعتباره أيضًا مجال تخصص فرعي في الطب الرياضي (أو طب الرياضة والتمارين الرياضية)، أو كتخصص فرعي هجين بين طب القلب والطب الرياضي. يمثل طب الطوارئ بدوره أحد التخصصات الطبية الأخرى المتداخلة إلى حد ما مع طب القلب الرياضي. يُعتبر طب القلب الرياضي حاليًا مجال تخصص منفصل في أوروبا والولايات المتحددة الأمريكية، مع امتلاكه منهجًا أساسيًا مطورًا في كل من المنطقتين. في أوروبا، أمكن تصنيف هذا التخصص بشكل تقليدي كفرع من طب القلب الوقائي، لكن يُعتبر مجال تخصص طب القلب الرياضي الآن مجالًا منفصلًا. في الولايات المتحدة الأمريكية، شهد تصنيف طب القلب الرياضي تطورًا من مجرد مجال اهتمام محدد إلى تخصص فرعي منفصل.
يمكن تقسيم طب القلب الرياضي تقريبًا إلى مجالين اثنين:
* الوقاية من السكتة القلبية والموت القلبي المفاجئ لدى الأفراد الممارسين للرياضة، بما في ذلك أولئك السليمين من أي أمراض قلبية معروفة. يستلزم ذلك كلًا من الوقاية الأولية والاستجابة الحادة.
* إدارة الرياضيين المحترفين وغيرهم من الأفراد الممارسين للرياضة ممن يعانون من أحد أمراض القلب المعروفة.
يتوافق الجانب الوقائي لطب القلب الرياضي بشكل أكبر قليلًا مع تخصص الطب الرياضي (الأطباء الذين يعتنون بالرياضيين وغيرهم من ممارسي الرياضة)، وتتوافق الاستجابة الحادة مع طب الطوارئ بينما تتلاءم إدارة الرياضيين المصابين بأحد أمراض القلب المعروفة بشكل أكبر مع جانب طب القلب لطب القلب الرياضي. يتداخل طب القلب الرياضي باعتباره مجال تخصص فرعي للطب القلبي مع الفيزيولوجيا الكهربائية، واختبار إجهاد القلب، وتخطيط صدى القلب وغيرها من تقنيات تصوير القلب، والاختبارات الجينية واعتلال عضلة القلب.
في الوقت الحال، أصبح التعليم الرسمي في طب القلب الرياضي متاحًا للأطباء، مثل برامج الماستر في طب القلب الرياضي في كلية سانت جورج التابعة لجامعة لندن.

## الوقاية من الموت القلبي المفاجئ لدى الرياضيين

### تصنيف الرياضات وفقًا لخطر الإصابة بالموت بالقلبي المفاجئ
يمكن تصنيف الرياضات المختلفة بالاستناد إلى درجة خطر إصابة الرياضيين المتنافسين بالموت القلبي المفاجئ. تمتلك الرياضات ذات القوى الديناميكية والثابتة العالية أعلى درجة من الخطورة في هذا الصدد، مع الأخذ في الاعتبار أن هذه المخاطر بالنسبة للرياضيين المحترفين المشاركين في مثل هذه الرياضات صغيرة للغاية. تُعتبر رياضات التجديف، وركوب الدراجة وكرة السلة من بين الرياضات ذات درجة الخطر السنوية الأعلى. تضم كرة القدم بدورها أكبر عدد من الرياضيين اليافعين المصابين بالسكتة القلبية، وتُعد إحدى الرياضات متوسطة الخطورة التي تنتشر على نطاق واسع في جميع أنحاء العالم. يزيد خطر الإصابة لدى الرياضيين الذكور مقارنة بالإناث.

### فحص الرياضيين للوقاية من الموت القلبي المفاجئ
يقع خيار فحص الرياضيين للوقاية من الموت القلبي المفاجئ موقع جدل. بشكل عام، تُعتبر الفحوص الطبية ذات قيمة محتملة بالنسبة إلى الحالات أو الأمراض الشائعة نسبيًا ولا توفر قيمة مجزية بالنسبة إلى الحالات النادرة، نظرًا إلى العدد الكبير المرجح من النتائج الإيجابية الكاذبة. يُعتبر الموت القلبي بدوره إحدى الحالات النادرة وينطوي بالتالي على نسبة مرتفعة من النتائج الإيجابية الكاذبة (أي من الممكن وسم بعض الرياضيين باعتبارهم غير سليمين للمشاركة في رياضة عالية المستوى لكنهم لا يموتون عند استمرارهم في ممارسة الرياضة). مع ذلك، أصبح هذا الفحص معيارًا للرعاية في العديد من دول العالم، نظرًا إلى الخوف من الإصابة بالموت القلبي المفاجئ والمتطلبات المهنية للتدريب والمنافسة في ظروف متطرفة وشديدة للغاية بين أوساط الرياضات الاحترافية ورياضات النخبة. تمثل إيطاليا بدورها الدولة ذات البرنامج الأشمل لفحص الأمراض القلبية لدى الرياضيين، إذ يجب إجراء هذه الفحوصات بموجب القانون. على مدى عقود عديدة، انخفض معدل الإصابة بالموت القلبي المفاجئ في إيطاليا، ومن المرجح أن هذا عائد إلى الفحوصات المفروضة على مستوى البلاد. يتساءل بعض الخبراء عن احتمالية انخفاض معدل الإصابة من خلال وسائل أخرى، وما إذا كان تجريد العديد من الأفراد اليافعين سنويًا من أهليتهم للمشاركة في الرياضة القوية أمرًا مستحقًا للعناء.
جرى الاتفاق على وضع مبادئ توجيهية دولية فيما يتعلق بتحديد تخطيط كهربية القلب الطبيعي وغير الطبيعي لدى الرياضيين عند خضوع الرياضيين الخاليين من الأعراض للفحص.
في أوروبا، والمملكة المتحدة وأستراليا، يشمل معيار الرعاية عمومًا تخطيط كهربية القلب كجزء من برنامج الفحص القياسي. على الرغم من خضوع كثير من الرياضيين لتخطيط كهربية القلب في الولايات المتحدة الأمريكية، من المرجح استناد معيار الرعاية إلى الفحص البدني والتاريخ السنوي، مع اقتصار تخطيط كهربية القلب على وجود قلق بشأن إحدى التظاهرات السريرية.
تعمل جمعية مخاطر القلب لدى الشباب (سي آر واي)، واحدة من أهم الجمعيات الخيرية في المملكة المتحدة، على إجراء الاختبارات الدورية.

### إدارة الأحداث الرياضية من أجل الاستجابة للسكتة القلبية
من الناحية النظرية، من الممكن التنبؤ بالسكتة القلبية في الحدث الرياضي، على الرغم من ندرتها، ويمكن بالتالي الحصول على معدل بقاء أعلى عند توفر خطة إدارة طوارئ جيدة. لا تحتوي جميع الملاعب على جهاز مزيل الرجفان الخارجي الآلي، على وجه التحديد تلك الخاصة بمستوى الهواة. لا تشمل جميع الأحداث الرياضية بدورها طاقم عمل مدرب بشكل جيد (من الأطباء، والمسعفين والموظفين المؤهلين في مجال دعم الحياة الأساسي). أخيرًا، حتى في حالات توفر مزيل الرجفان الخارجي الآلي والموظفين المؤهلين، قد يكون أفراد طاقم العمل في هذه الأحداث الرياضية مدربين مؤخرًا فقط على الاستجابة، أو غير مدربين بشكل جيد أو غير قادرين على التركيز الضروري في وقت حدوث السكتة، نظرًا إلى ندرة حدوث السكتة القلبية في المجتمع وخاصة بين الشباب واليافعين.
نتيجة لذلك، يُعتبر تخطيط الأحداث الرياضية عنصرًا جوهريًا في طب القلب الرياضي، على الرغم من غياب تخطيط الأحداث عادة من مجموعة اهتمامات التخصص الطبي. يلعب كل من ضمان توفر الطاقم الطبي والإسعافي المدرب جيدًا وغيرهم من الموظفين أو المتطوعين المؤهلين، وتوفير جهاز مزيل الرجفان الخارجي الآلي أو سيارات الإسعاف أو كليهما، فضلًا عن جاهزية هؤلاء الأفراد المؤهلين للاستجابة في حال السكتة، دورًا كبيرًا في انخفاض معدلات الموت القلبي المفاجئ في الرياضة مقارنة بأي تدابير أخرى. يصبح الحصول على فهم ممتاز لمعلمات تخطيط الأحداث الآمنة بالتالي موضوعًا جوهريًا في طب القلب الرياضي.